# 2a edició dels Premis de l'Audiovisual Valencià
La cerimònia d’entrega dels premis de la 2a edició dels Premis de l'Audiovisual Valencià va tenir lloc al Palau de Congressos de Castelló el 22 de novembre de 2019, patrocinada per l’Institut Valencià de Cultura. Hi va assistir el conseller de cultura Vicent Marzà i el president de la Diputació Provincial de Castelló José Martí, fou presentada per l’actriu Maria Juan Donat, hi actuaren la cantant Solange i el grup Seguridad Social i retransmesa a À Punt. La pel·lícula més guardonada fou Vivir dos veces, que va rebre el premi al millor llargmetratge de ficció, millor guió, millor actor, millor actriu de repartiment, millor banda sonora i millor vestuari. Juli Mira Moya va rebre el Premi d'Honor.

## Palmarès i nominacions
En aquesta ocasió hi ha 21 categories amb 21 nominats, que foren fets públics a començaments de novembre. El dia 14 el conseller de cultura Vicent Marzà va presentar els detalls de la cerimònia al Museu de Belles Arts de Castelló acompanyat per José Luis Moreno, director adjunt d'Audiovisuals i Cinematografia de l'Institut Valencià de Cultura (IVC); Nuria Cidoncha, vicepresidenta de l'Acadèmia Valenciana de l'Audiovisual (AVA), i Virginia Martí, diputada provincial de Turisme.

### Premis honorífics
- Juli Mira Moya[5]

### Millor llargmetratge de ficció
| Imatge        | Pel·lícula      | Direcció     |
| ------------- | --------------- | ------------ |
|               | Vivir dos veces | Maria Ripoll |
| La innocència | Lucía Alemany   |              |
| La banda      | Roberto Bueso   |              |

### Millor llargmetratge documental
| Imatge           | Pel·lícula                                 | Direcció                         |
| ---------------- | ------------------------------------------ | -------------------------------- |
|                  | El quart regne. El regne dels plàstics     | Àlex Lora i Cercós i Adán Aliaga |
| Los que buscamos | Óscar Bernàcer                             |                                  |
| The Cut          | Ernest Jose Sorrentino, María Andrés Pérez |                                  |

### Millor direcció
| Imatge                              | Direcció      | Pel·lícula    |
| ----------------------------------- | ------------- | ------------- |
|                                     | Lucía Alemany | La innocència |
| Roberto Bueso                       | La banda      |               |
| Álex Montoya                        | Asamblea      |               |
| Suso Imbernón, Juanjo Moscardó Rius | Amor en polvo |               |

### Millor guió
| Imatge                               | Guió          | Pel·lícula      |
| ------------------------------------ | ------------- | --------------- |
|                                      | María Mínguez | Vivir dos veces |
| Lucía Alemany, Laia Soler i Torrente | La innocència |                 |
| Juli Disla, Jaume Pérez              | Asamblea      |                 |

### Millor Música Original
| Composició musical          | Pel·lícula      |
| --------------------------- | --------------- |
| Arnau Bataller, Simon Smith | Vivir dos veces |
| Vicente Ortiz Gimeno        | La banda        |
| Tórtel, Jordi Sapena        | Asamblea        |
| Diego Montesinos            | Bikes           |

### Millor Actor Protagonista
| Imatge                                    | Actor protagonista | Pel·lícula      |
| ----------------------------------------- | ------------------ | --------------- |
|                                           | Oscar Martínez     | Vivir dos veces |
| Cristian Peña, Ignacio Giner, Enric Marzá | Nada será igual    |                 |
| Gonzalo Fernández                         | La banda           |                 |
| Vicent Monsonís i Andreu                  | Matar al rey       |                 |

### Millor Actriu Protagonista
| Imatge       | Actriu protagonista | Pel·lícula    |
| ------------ | ------------------- | ------------- |
|              | Carmen Arrufat      | La innocència |
| Inma Cuesta  | Vivir dos veces     |               |
| Maria Maroto | La forastera        |               |

### Millor Actor de Repartiment
| Imatge        | Actor de Repartiment | Pel·lícula    |
| ------------- | -------------------- | ------------- |
|               | Sergi López i Ayats  | La innocència |
| Nacho López   | Vivir dos veces      |               |
| Jordi Aguilar | Asamblea             |               |
| Xavi Castillo | Amor en polvo        |               |

### Millor Actriu de Repartiment
| Imatge          | Actriu de Repartiment | Pel·lícula      |
| --------------- | --------------------- | --------------- |
|                 | Mafalda Carbonell     | Vivir dos veces |
| Laia Marull     | La innocència         |                 |
| Marta Belenguer | Asamblea              |                 |

### Millor Muntatge i Postproducció
| Muntatge i postproducció         | Pel·lícula                             |          |
| -------------------------------- | -------------------------------------- | -------- |
|                                  | Carlos Agulló                          | La banda |
| Juliana Montañes                 | La innocència                          |          |
| Àlex Lora i Cercós i Adán Aliaga | El quart regne. El regne dels plàstics |          |
| Suso Imbernón                    | Amor en polvo                          |          |
| Ana Ramón Rubio, Cristina Vivó   | Almost Ghosts                          |          |

### Millor Direcció de Fotografia i Il·luminació
| Direcció de Fotografia i Il·luminació | Pel·lícula      |
| ------------------------------------- | --------------- |
| Víctor Entrecanales                   | La banda        |
| Nuria Roldós                          | Vivir dos veces |
| Guillem Oliver                        | Asamblea        |

### Millor Direcció Artística
| Direcció Artística     | Pel·lícula    |
| ---------------------- | ------------- |
| Carlos Ramón Almenar   | La banda      |
| Asier Musitu, Bea Toro | La innocència |
| Maje Tarazona          | Viva la vida  |

### Millor Direcció de Producció
| Direcció de Producció           | Pel·lícula      |
| ------------------------------- | --------------- |
| Toni Novella                    | Dolor y gloria  |
| Cristian Guijarro, Lorena Lluch | Vivir dos veces |
| Araceli Isaac                   | Asamblea        |
| Miguel Molina                   | Amor en polvo   |

### Millor So
| So                                                | Pel·lícula      |
| ------------------------------------------------- | --------------- |
| José Manuel Sospedra, Iván Martínez-Rufat         | Asamblea        |
| Carlos Lidón, Carmen Zacarías                     | La innocència   |
| Carlos Faruolo                                    | Bikes           |
| Carlos Lidón, Iván Martínez Rufat, Alfonso Raposo | La banda        |
| Xavi Saucedo, Pepe Serrador, Edgar Vidal          | Cuerdas         |
| Carlos Lidón, David Rodríguez                     | Amor en polvo   |
| Carlos Lidón                                      | Vivir dos veces |

### Millor Vestuari
| Vestuari           | Pel·lícula      |
| ------------------ | --------------- |
| Cristina Rodríguez | Vivir dos veces |
| Giovanna Ribes     | La innocència   |
| Giovanna Ribes     | La banda        |

### Millor Maquillatge i Perruqueria
| Maquillatge i Perruqueria  | Pel·lícula      |
| -------------------------- | --------------- |
| Ana Lozano                 | Dolor y gloria  |
| Vicen Beti                 | Cuerdas         |
| Sarai Rodríguez            | La forastera    |
| Esther Guillem, Marta Arce | Vivir dos veces |

### Millor Curtmetratge de Ficció
| Imatge          | Curtmetratge de ficció   | Direcció          |
| --------------- | ------------------------ | ----------------- |
|                 | Casa                     | Alberto Evangelio |
| Curzo           | Víctor Sánchez           |                   |
| Taro            | Dani Rebner              |                   |
| Tiempo de blues | Miguel Ángel Font Bisier |                   |

### Millor Curtmetratge d’Animació
| Imatge                  | Curtmetratge d'animació | Direcció      |
| ----------------------- | ----------------------- | ------------- |
|                         | Miss Mbulu              | Ben Fernández |
| Clips per salvar el món | Virtual Art             |               |
| Obsolescence            | Somnis d'Animació       |               |

### Millor Curtmetratge Documental
| Imatge                 | Curtmetratge Documental       | Direcció                               |
| ---------------------- | ----------------------------- | -------------------------------------- |
|                        | [M]otherhood                  | Laura García Andreu, Inés Peris Mestre |
| Creando cine inclusivo | Miguel Ángel Font Bisier      |                                        |
| R31                    | Álex Cuellar, Rafa G. Sánchez |                                        |

### Millor Sèrie de Televisió
| Imatge           | Sèrie              | Direcció       |
| ---------------- | ------------------ | -------------- |
|                  | Cuineres i cuiners | Óscar Bernàcer |
| La forastera     |                    |                |
| Terres de cinema | Fran Ruvira        |                |

### Millor Videojoc
| Imatge                | Videojoc          | Creador        |
| --------------------- | ----------------- | -------------- |
|                       | Path to Mnemosyne | Devilish Games |
| Fear the Dark Unknown | Dreamlight Games  |                |
| Effie                 | Inverge Studios   |                |